# Energy Policy
Energy Policy är en internationell referentgranskad vetenskaplig tidskrift som ägs av förlaget Elsevier. Tidskriften utkom första gången 1973 och kommer idag ut 12 gånger per år. Tidskriften publicerar vetenskapliga artiklar kring policyfrågor som rör användande eller tillgång till energi. Energy Policy är en prenumerationstidskrift.

## Redaktörer
Nuvarande redaktörer (december 2019) är:
- Stephen P. A. Brown, University of Nevada, USA
- Marilyn A. Brown, Georgia Institute of Technology, USA
- Reinhard Madlener, Aachen University, Tyskland
- Stephen D. Thomas, University of Greenwich, Storbritannien
- Peng Zhou, China University of Petroleum Qingdao, Kina